# Georgetown University Press
Georgetown University Press je američka akademska izdavačka kuća. Sjedište se nalazi u Sjedinjenim Američkim Državama u Washingtonu, u kolumbijskom okrugu. Djeluje kao jedinica sveučillišta Georgetown. Član je Američkog udruženja sveučilišnih nakladnika. Jedan je od osnivača Udruženje isusovačkih sveučilišnih nakladnika.

## Povijest
Osnovana je 1964. godine.

## Izdavački rad
Izdaju knjige iz područja bioetike, javne politike, jezika, jezikoslovlja, međunarodnih odnosa, političkih znanosti i religije.
Georgetown University Press objavljuje seriju udžbenika Al-Kitaab, najviše korištenu seriju udžbenika arapskog jezika u SAD. Također objavljuju udžbenike i digitalne materijale za ostale jezike među kojima su španjolski, mandarinski, irački arapski, marokanski arapski, sirijsko-palestinski arapski, portugalski, tadžički i uzbečki.

## Vanjske poveznice
- Službene stranice Georgetown University Pressa
- Georgetown University Press na Facebooku
- Georgetown University Press na Scribdu
- Georgetown University Press na Twitteru